# 生田春正
生田 春正（いくた はるまさ）は江戸時代末期（幕末）の長州藩士。
天保5年（1834年）、大野毛利家の家臣で郷校・弘道館の学頭を務めていた生田神助（箕山）の長男として周防国熊毛郡大野村で生まれる。父、箕山は勤皇心が高く、長男春正、次男良佐に砲術、海防の研究をさせている。
生田良佐が亡くなった文久元年（1861年）の後に、当時長州藩の海軍基地であった大島郡平郡島に渡り、文久4年（1864年）-明治5年（1872年）の間、寺小屋を開く。その後、明治15年（1882年）、周防にある田畑を売り開拓会社に金を支払って、北海道山口村（現・札幌市手稲区）に入植。開拓会社に払い込む人が少ないため、ほとんど生田一族の払い込みで開拓が始まり、非常に困窮したが、明治19年（1886年）寺小屋を開き、現在の札幌市立手稲北小学校の礎となる。